# 218900 Gabybuchholz
218900 Gabybuchholz è un asteroide della fascia principale. Scoperto nel 2007, presenta un'orbita caratterizzata da un semiasse maggiore pari a 2,6782545 UA e da un'eccentricità di 0,0714372, inclinata di 15,43735° rispetto all'eclittica.